# 目録学

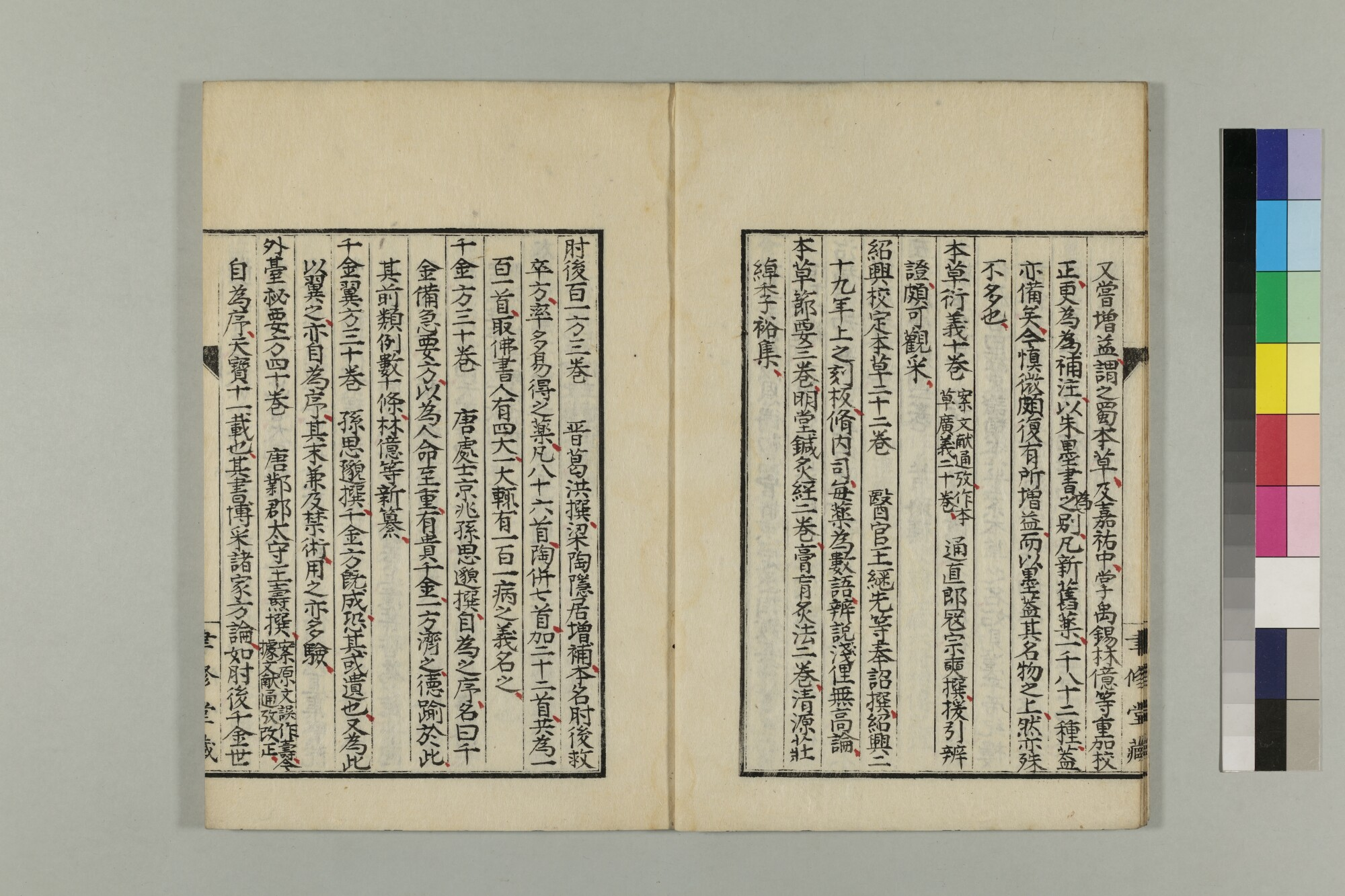
南宋の陳振孫による私撰目録。箇条書きで本のタイトルが記され、その後ろに解題が附されている。

目録学（もくろくがく）は、前近代中国の図書目録を扱う学問。中国では伝統的に図書目録の制作が盛んだったため生まれた。校勘学や版本学と深い関係を有し、西洋や日本でいう書誌学・図書館学・図書館情報学に近い。中国学者が中国古典（漢籍）を研究する上で必須の知識とされる。

## 名称
「目録」という語は、もとは書目の目次を示す言葉であり、六朝時代以降に現代でいう「図書目録」を指すようになった。中国では、この図書目録に関する学問を「目録学」と呼ぶ。目録自体は世界に普遍的に存在するものであるが、特に中国文化においては学問として独自の発展を遂げた。よって、「目録学」の英訳は一般に「bibliography」が当てられるものの、目録学と厳密な意味で概念を同じくする訳語は存在しない。
目録学は「校讐学」と呼ばれることもある。「校讐」は、書物と書物を突き合わせて文字の比較校訂をすることを指す言葉で、現代でいう「校正」のこと。両者が指し示す対象は同じだが、「目録学」という呼称は書物の分類とその目録法の側面を重視し、「校讐学」という呼称は書物整理の側面を重視する点に相違がある。

## 目録
中国最初の図書目録は、前漢の劉向『別録』と劉歆『七略』であり、これは彼らが当時の皇室の蔵書を体系的に整理し、その校書事業の成果をまとめたものであった。これ以来、中国の各王朝において皇室の蔵書目録を作成する制度が引き継がれたほか、宋代に入ると民間でも小規模な蔵書目録が作られるようになった。
目録に記録されているそれぞれの書物は、明確な分類体系の下に区分されて整理されている。その分類方法は、書物の内容によって大きく「四部」（古くは六部）に分け、その内部で「類」に分け、場合によってはさらに細かく分類し、最後にその中で書物を撰者の年代順に配列する、というものであった。その分類は伝統的な学問分野に従って区分されているため、目録の中における書物の位置は、「その書物の内容が伝統的学問体系においてどこに当たるか」を反映するものである。こうして完成した目録は、過去の学術全体を体系的・系統的に反映するものとなり、目録の読解を通してその時代の精神や学術を読み取ることも可能である。

### 目録の形式
伝統的な中国の図書目録は、ただ書物の一覧を箇条書きにして挙げるだけではなく、分類全体や各書物に対する説明を伴うものも数多く存在する。中華民国の目録学者である余嘉錫は、目録の形式を以下の三種類に分類した。
1. 小序（各分類の説明）と、解題（各書物の説明）が両方あるもの。
『郡斎読書志』、『直斎書録解題』、『文献通考』経籍考、『四庫提要』など[11]。その重点はそれぞれの書物の要旨を論じ、誤謬を弁じることにある[12]。
2. 小序だけがあって、解題はないもの。
『漢書』芸文志、『隋書』経籍志。但し、『漢書』芸文志の基づく『七略』には小序・解題が存在した[13]。その重点は学術の起源と帰趨を見極め、その間の展開を明らかにすることにある[12]。
3. 小序と解題がともになく、ただ書名だけが挙がっているもの。
『旧唐書』経籍志以下の正史の目録、『通志』芸文略、張之洞『書目答問（中国語版）』など[14]。その重点は分類基準を明確にし、各ジャンルに合理性を持たせながら、その本末や学術の変遷に見通しを与えることにある[12]。

「小序」は、それぞれの部類に対して、学派を分析し、著述の主旨を記述したもので、これによってその学問の得失や歴史的経緯を明らかにする。「解題」は、書物の要旨と著者を考察するもので、著者の事跡・時代・学術を記述し、その書物を読んで作者の意図を考察するための重大な情報を提供するものである。

### 伝統的な漢籍目録の分類法
古代中国の目録における分類体系は四部分類に基づくものであり、現代でも、大量の漢籍を所有する図書館では同じ分類法が継承して用いられている。その代表例として、以下に東京大学東洋文化研究所の分類法のうち「部」とその下位分類である「類」を示す。実際には更にその下位分類として「属」と「目」が存在する。
- 経部
  - 経注疏合刻
  - 易
  - 書
  - 詩
  - 礼
  - 春秋
  - 四書
  - 孝経
  - 諸経総義
  - 小学

- 史部
  - 正史
  - 編年
  - 紀事本末
  - 古史
  - 別史
  - 雑史
  - 戴記
  - 詔令奏議
  - 伝記
  - 時令
  - 地理
  - 職官
  - 政書
  - 書目
  - 金石
  - 史評

- 子部
  - 諸子合刻
  - 儒家
  - 兵家
  - 法家
  - 農家
  - 医家
  - 天文算法
  - 術数
  - 芸術
  - 雑家
  - 類書
  - 小説家
  - 釈家
  - 道家

- 集部
  - 楚辞
  - 別集
  - 総集
  - 詩文評
  - 詞曲
  - 小説
- 叢書
  - 雑叢
  - 景倣
  - 輯佚
  - 郡邑
  - 一姓所著書

四部分類では、儒教の経典（経書）に関連する書物が収められる「経部」が最初に置かれ、一段高い位置を占めることが示されている。これは、分類の順序に価値判断が伴わない日本十進分類法などとは異なる点である。なお、日本十進分類法においては、四部分類での経部の書物は基本的に「東洋思想（120）」の要目「経書（123）」の中に収められる。

### 目録の具体例
古代中国の目録の具体例として、『隋書』経籍志の「経部・易類」の内容を説明する。この目録は、上の三類のうち「(2)小序だけがあって、解題はないもの」の体裁を取っており、まず冒頭で隋代に至るまでの書籍の歴史を概観したのち、経部の易類、つまり経書である『易』に関連する書籍が、以下のように巻数・著者名とともに箇条書きで並べられている。
『隋書』経籍志の経部易類には、上に示したような形式で合計69部、551卷（当時既に失われていた本を合わせると94部、829卷）の書籍が記録されており、その末尾には以下のように「易類」という分類全体に対する説明（小序）が加えられている。
上の二つの具体例から示されるように、『隋書』経籍志は「書籍の目録」であると同時に、漢代以来の「学術の歴史」を概括するものでもある。この二つの性質を持つのは『隋書』経籍志に限ることではなく、中国の図書目録は「書物を登録する帳簿」としての側面と、「学術の歴史を考察する学術史」としての側面を併せ持ったものであった。

## 目録学
以上のような「目録」に関する学問を「目録学」と総称する。
目録学は、狭義では「書籍を分類整理し、解題書録を作成するための学問」である。ただそのためには、書物の内容の把握と、その分類の意味の把握をしなければならない。目録が作られる手順としては、まずある一つの書に対して、写本・版本を含めた多くのテキストを収集し、校勘を行い定本を作り（校讐）、内容を把握し、これを解題に記す。そしてその書籍が学問体系の中のどこに位置づけられるか判定し、その分類の中に記録する、という流れである。こうした目録学の実務面は、劉向・劉歆以来行われ続けていた。
また、こうして完成した目録を学術上の考証に役立てること自体も、古くから行われていた。余嘉錫は、古くから存在する目録学の利用方法として、以下の例を挙げている。
1. ある書物が目録に記載されているかどうかによって、その書物の真偽を判定する（『漢書』東方朔伝、『後漢書』張衡伝の例）[27]。
2. 目録を用いて古書の篇目やその併合・分離を考証する（鄭玄『三礼目録』の例）[27]。
3. 目録のどの分類に記載されているかによって、その書物の性質を確定する（『南史』陸澄伝の例）[27]。
4. 目録にしたがって、失われた本や分類を捜索する（『隋書』牛弘伝の例）[27]。
5. 目録に基づいて佚書（失われた本）を考証する（『隋書』牛弘伝の例）[27]。
6. 目録に記載された姓名や巻数によって、古書の真偽を判定する（『唐会要』巻77、『子夏易伝』の真偽を議論する条）[27]。

これらは書誌学的な目録学の活用方法であるが、以上の側面だけではなく、目録を読み解きその法則を明らかにする理論的な面も徐々に強調されるようになった。目録を対象にした理論的研究が始まるのは南宋の鄭樵『通志』以降であり、清の章学誠『校讐通義』がこれを大きく発展させ、中国学術史を論じる学としての「目録学」の意義が明らかになった。また、民国時代に入ると、彼らの学問を引き継いで余嘉錫や姚名達といった卓見した目録学者が現れ、目録学はさらに発展した。

### 目録学理論の形成

#### 鄭樵

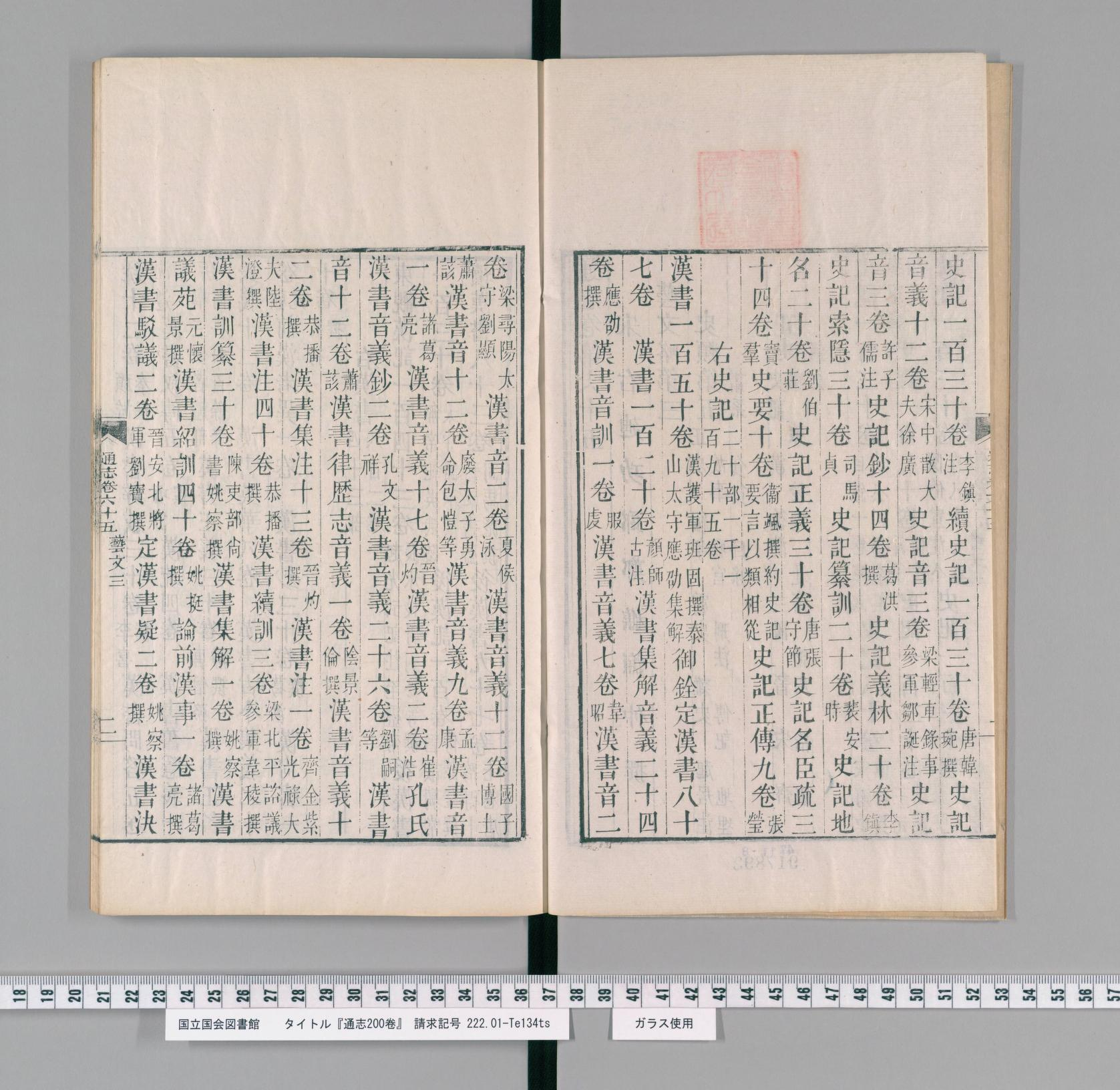
『通志』芸文略の「史類」（歴史書を収める分類）のうち、『史記』『漢書』関連の書籍を列挙する部分。

南宋の鄭樵は、『通志』に「芸文略」という書目を作った。これは宮廷図書館や彼の個人蔵書を目録にしたものではなく、過去の目録や彼の知識に基づいて、中国の学術史を見通すために必要であると彼が考えた書籍を配列した目録である。全体は十二類に分けられているが、これは当時主流であった四部分類を基礎としつつも、それでは不十分と考えて細かく分類したものである。十二類の下位には「家」、その下位に「種」が設けられ、さらに細かく周到な分類が可能になっている。
鄭樵は、「類例が分けてあれば、学術はおのずと明らかになる」と主張し、学術の枠組みを示して目録を整理すれば、そこに収められている書物の内容も自然に明らかになると考えた。よって鄭樵は、分類さえ正確になされていれば書物の中身は明らかなのだから、各書物に対する解題は不要であると考え、これを削除した。こうした彼の主張は『通志』の「校讐略」に整理されており、その理論を実践して作った目録が「芸文略」である。

#### 章学誠
鄭樵に影響を受け、目録学を学問として発展させたのが清の章学誠『校讐通義』である。章学誠が劉向・劉歆の事業の意義を要約して述べた以下の言葉は、目録学の意義そのものを言い表した言葉としてよく引用される。
ここでいう「学術」とは、学問と技術を指す。章学誠は、目録学は学術的伝承の歴史を踏まえ、その源流を考察しながら、書物を整理・分類するためのものであると考えていた。
章学誠は『漢書』芸文志の研究を通して、「互著」と「別裁」の法を唱えた。「互著」とは、ある一つの書籍が複数の分類にまたがる内容を持つ場合、その各部に重複して書名を出すべきであるとすること。章学誠は、同じ本を一箇所にしか載せられないという考え方は、目録を単に書籍の帳簿であるとするから出てくるのだと述べている。「別裁」とは、既に存在するある本の中から一部分を取り出し、別の単行本として目録に掲げることであり、これも著述の源流を弁じるために必要な作業であると章学誠は考えた。

#### 余嘉錫
中華民国の学者である余嘉錫は、朱彝尊『経義考』や『四庫提要』、『校讎通義』、姚振宗『七略別録佚文』、孫徳謙『劉向校讐学纂微』といった清朝以来の目録学の蓄積を利用しながら、『目録学発微』を著した。『目録学発微』は以下のような構成になっている。
1. 目録学の意義とその効用
歴史上の目録が、部門ごとの小序（分類の歴史を記すもの）と書物ごとの解題を備えているかどうかに着目しながら、目録の意義と効用と説き、合わせて「目」と「録」の字義を追究する[37]。
2. 目録学の体制
目録中における篇目（書物の篇名を記すこと）、叙録（書物ごとの解題）、小序、版本明記の重要性について、膨大な例を挙げながら先行の理論とともに研究している。余嘉錫は劉向・劉歆が『別録』『七略』において示した体例が非常に優れていると考えており、これを発展させることで理想の目録を考察した[37]。
3. 目録学の歴史
歴代の目録について綿密に史料を挙げながら考証しており、現代でも資料集として利用できるものである[37]。
4. 目録学の分類体系の変遷
以上の議論を整理し、目録学史の流れを大きくまとめている。目録の起源、『七略』の完成、四部分類の登場、南朝の分類などが分類の変遷という観点から論じられている[37]。

この本は、従来系統的な記述や入門書に乏しかった目録学についての総論であり、教育的効果を期待して書かれたものである。実際、近代の大学の教科書として用いられた。

### 目録学の重要性
中国古典の研究において目録学が重要であるということは、清代の乾隆年間（1736年 - 1795年）の頃に学者の間で共有され始めた。この頃の考証学者の王鳴盛は、目録学の重要性を強調し、以下のように述べている。
余嘉錫は、目録学は専門家の考証の際にのみ役立つものではなく、一般の学習者によっての手引きの役目を果たすものであることを述べている。目録によって、ある分野を学習するに当たってどの本を読めばよいのかということを示し、効率的に学習することができる。余嘉錫はこうした役割を果たしうる目録として、『四庫提要』と張之洞『書目答問』を挙げる。

## 目録作成の歴史
古代中国においては、春秋戦国時代、すでに竹木を用いて作られた書物（木簡・竹簡）や布で作られた書物（帛書）が多く流通し、宮廷の図書館には数多くの図書が所蔵されていたと考えられる。秦の始皇帝の際、焚書が行われて民間の図書の多くが失われた。しかし、漢代に入ると、武帝が宮廷の蔵書が不全であったことに危機感を覚えて書籍収集の方針を立てたほか、河平3年（紀元前26年）には成帝によって本の収集が命じられ、大きな効果を上げた。
なお、劉向・劉歆以前の段階で当時の学術の全体的な状況を描いた著作としては、『荀子』非十二子篇、『韓非子』顕学篇、『荘子』天下篇、『呂氏春秋』不二篇、『史記』太史公自序などがあるが、これらは当時存在した学派について記した著作であり、書物・文献を中心に構成された学術史ではない。

### 漢代

#### 『別録』と『七略』
成帝の書籍収集と同じ政策の一つとして、劉向に命じて書物の校訂整理が行われた。この作業は劉向が死去しても完成せず、哀帝の命を受けた子の劉歆に引き継がれ、紀元前後の頃に完成したと考えられる。劉氏父子以外にも、任宏・尹咸・李柱国ら多くの学者が協力した。
劉向がこの時の校書の成果を著したものが『別録』である。書物の篇目を序列し、主旨を要約し、文章にまとめたものを「序録」と呼ぶが、『別録』はこの序録だけを取り出し、編集しなおしたものである。『別録』の全体は現在は散佚したが、劉向の署名を有する序録として『荀子』『戦国策』『晏子』がある。例えば『荀子』の序録では、まず本の題名・巻数・篇数を記し、次に一書全体の篇名を列挙し、最後に文章で整理の状況・方法、荀子の伝記、本が書かれた経緯、そして書物の評価が述べられている。
そして劉向の作業を引き継ぎ、劉歆がその書目を示したものが『七略』である。『七略』は、図書を大きく六種の「略」に分類し、これに解説文だけをまとめたセクションである「輯略」が加えられて、「七略（七つの略）」となっている。『七略』も現在は散佚したが、『漢書』芸文志は『七略』を抜粋したものであることが知られている。
劉向・劉歆の校書と目録編纂の水準は非常に高く、この事業は目録学の出発点であると同時に到達点であるとも考えられてきた。多くの目録学の概説書や研究書においては、彼らの事業を高く評価し、以後の目録家に対する評価は総じて低い。劉向・劉歆の事業の特徴は、書籍を精密に校正した上で、書籍の配列法・分類法をその由来（特に古代の事実、古代国家の官職との関係）から考察したことにある。
彼らの目録の体裁は、『詩経』や『書経』の序に起源をもつ。これらはもともと篇目を列挙するためのものであった。また、劉向以前で同じく自序や小序を含む例として司馬遷『史記』や揚雄『法言』がある。

#### 『漢書』芸文志

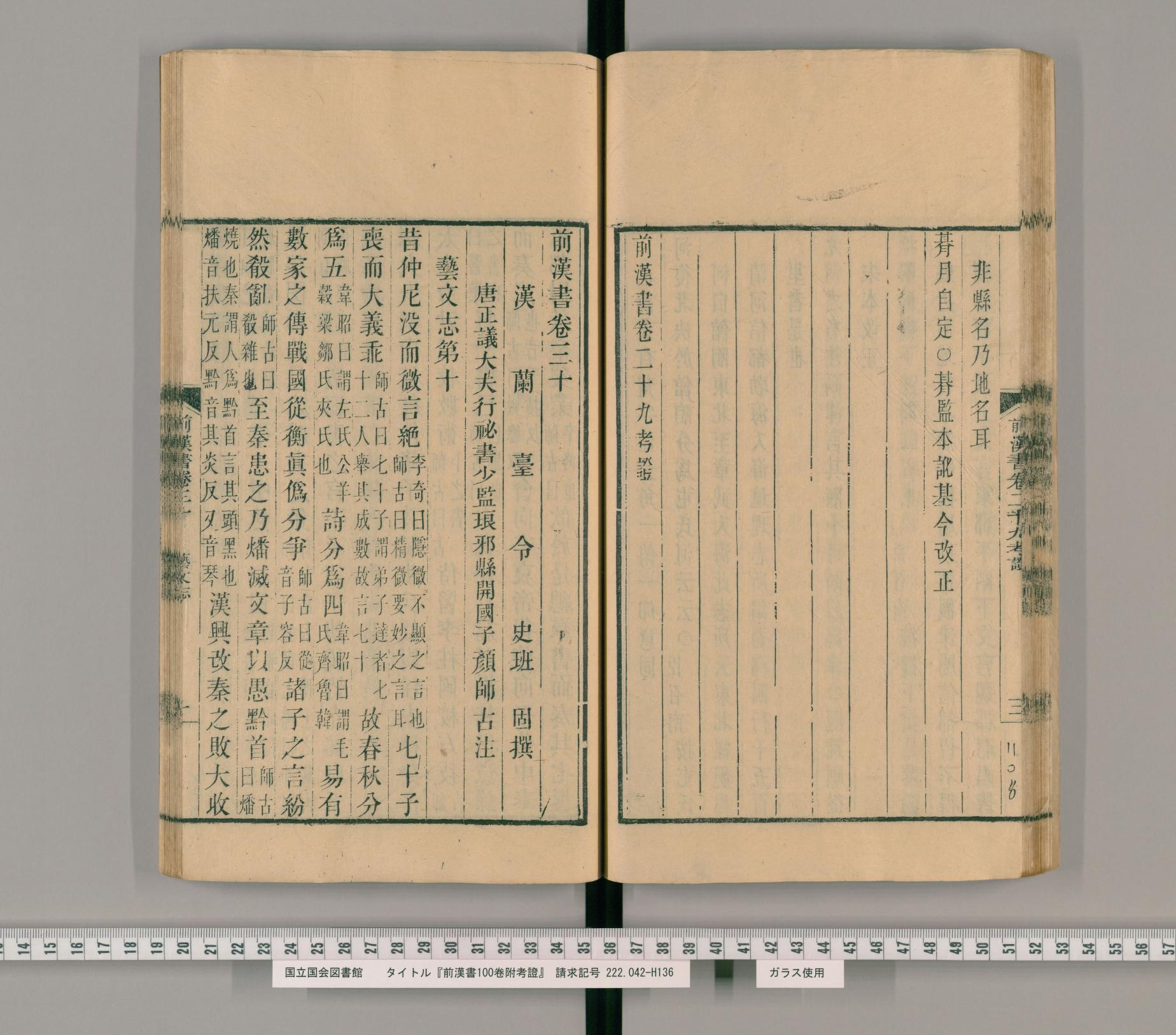
『漢書』芸文志の冒頭部分。目録全体に対する総序が書かれている。

後漢の班固が『漢書』を編纂する際、『七略』を抜粋して図書目録を収録した。このとき、序録の部分は省略され、書名の一覧と小序が残った。これが『漢書』の「芸文志」であり、『別録』と『七略』は現存しないため、現存最古の目録はこれである。『漢書』芸文志は、『七略』に基づき、六部分類を採用して書物を分類した。
六芸略儒教の経典（経書）を集めた分類。六部分類の中では、六芸略が最も上位であり、他の五部を統括する構造にある。この内部で易・書・詩・礼・楽・春秋・論語・孝経・小学の九家に分かれる。この下位分類は、四部分類に変更された後でも大きな変更を被らず、同じ形を保ち続けた。なお、のちに「史部」に分類されることになる『戦国策』『史記』といった書物は、六芸略の「春秋家」に分類されている
諸子略諸子百家の言説が書籍化した本を集めた分類。儒・道・陰陽・法・名・墨・縦横・雑・農・小説の十家に分かれる。小序において、これら十家を全て古代の官職との関係で説明する点に特色がある。
詩賦略詩賦を収録した書物の分類。屈原賦・陸賈賦・孫卿賦・雑賦（テーマ別の賦）・歌詩の五家に分かれる。。詩賦は本来的には「六芸略」の「詩」家に属するものであるが、本の数量が多かったことから独立したと阮孝緒『七録』は述べており、章学誠・余嘉錫もこれに従う。
兵書略軍事関係の書物の分類。兵権謀・兵形勢・陰陽・兵技巧の四家に分かれる。兵書の整理は漢初以来何度も行われており、高祖期。武帝期・成帝期・哀帝期の段階を踏んでいる。
数術略「術数略」ともいう。占いや自然科学の書物。天文・暦譜・五行・蓍亀・雑占・形法の六家に分かれる。術数学は漢代の学術上大きな地位を占めており、劉歆自身も暦を作成するなど術数に秀でていた。
方技略医学書の分類。医経・経方・房中・神仙の四家に分かれる。小序においては、単に病気を治療するだけではなく、これらの書によって政治を知ることが目標に設定されている。
以上、合計13,269巻の書物が記録される。巻数の単位は書物によって「篇」と「巻」の二通りがあり、「篇」の場合は木竹簡、「巻」の場合は帛書だったと推定される（『漢書』芸文志より後の紙の時代は「巻」に統一される）。
また、『漢書』芸文志には三種類の「序」が附されている。一つ目は「大序」で、全体の冒頭に置かれ、孔子の没後から劉向・劉歆の図書整理事業までを概観する。二つ目は「略」ごとの序で、六つの略に対する解説文で、それぞれの「略」の末尾に置かれる。三つめは「略」の下位分類である「家」に対する説明である。

### 魏晋南北朝 - 唐代

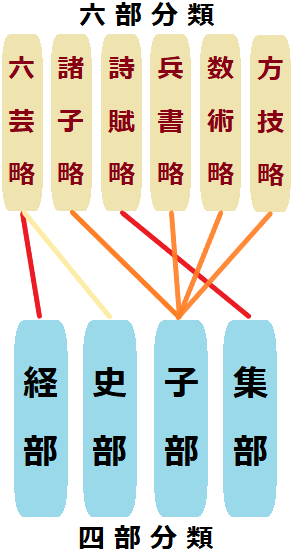
中国の図書目録の分類の変遷。六部分類から四部分類へと変化。

『漢書』芸文志は六部分類法を取っていたが、後漢の紙の発明、また時代とともに増加する歴史書の増加の影響を受け、他の分類方法が試みられるようになった。まず、西晋の荀勗が撰した『中経新簿』において、四部の分類方法が試みられた。これは、甲部（経書・小学、もとの六芸略）・乙部（諸子百家、術数、兵書など、もとの諸子略・兵書略・術数略・方技略）・丙部（歴史書。史記、旧事など）・丁部（詩譜など、もとの詩賦略）の四部に分けるものである。
東晋に入り、李充が乙部と丙部を入れ替え、乙部を歴史書、丙部を諸子百家の書とし、これによって「経・史・子・集」をもって称される「四部分類」が完成し、この形式が現在まで続いている。「史部」が独立したこの形式は、この時期に歴史書が飛躍的に増加したことを反映している。但し、南朝宋末に王倹（王僧綽の子）が『七略』に倣った『七志』を作るなど、六部分類を取るものも消えたわけではなかった。
また、この頃から仏教・道教関係の書物も合わせて分類されるようになった。南朝梁の阮孝緒『七録』は、内篇の五部（経典・紀伝・子兵・文集・術数）と外篇の二部（仏法・仙道）からなる。これは全体の分類数としては「七」を意識しているが、内実は「術数」が独立しただけで四部分類の一種である。本書は南朝梁の官撰目録を継承しており、『隋書』経籍志の分類に大きな影響を与えた。
南朝梁の武帝・元帝の治下では豊富な蔵書が蓄えられ、『七録』を始めとする数種類の目録が制作された。しかし、西魏の軍隊が都に侵入すると、元帝は宮廷の蔵書を焼き払い、相当数が失われてしまった。その後、隋によって中国が再統一される前後、牛弘の案によって懸賞金付きで民間から書物を集め、宮廷図書館の蔵書が強化された。隋代には『開皇四年四部書目』や、許善心の『七林』、王劭の『開皇二十年書目』などが制作された。
唐代に入る際、再び多くの書物が失われたが、令狐徳棻の提言のほか、魏徴・虞世南・顔師古などの働きもあり、蔵書は再び徐々に蓄積された。

#### 『隋書』経籍志

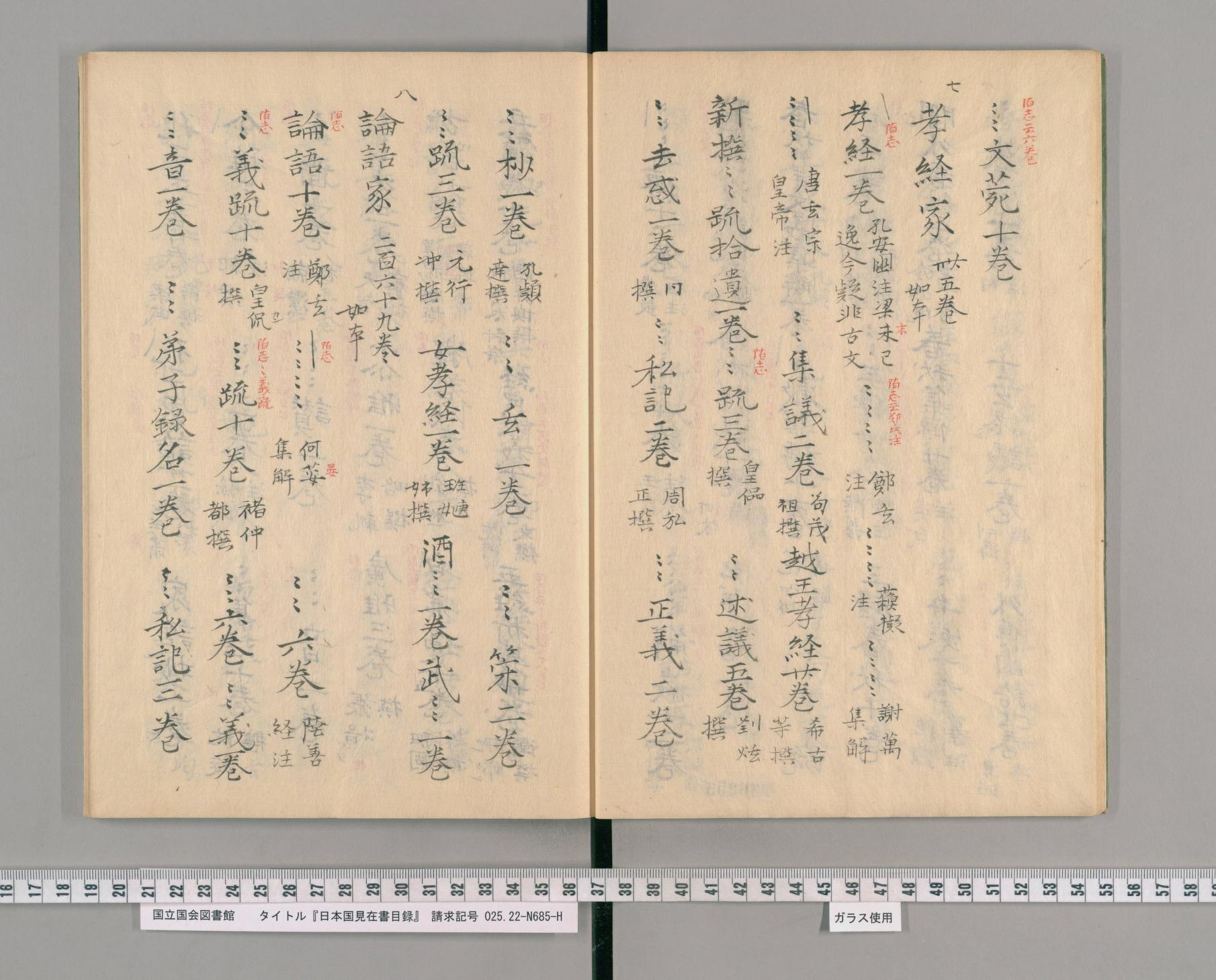
『日本国見在書目録』の「孝経家」「論語家」の頁。『日本国見在書目録』の分類は『隋書』経籍志を踏襲している。

『隋書』経籍志はもともと『五代史志』の一篇として編纂されたもので、令狐徳棻によって五代の正史の編纂が提言され、貞観3年（629年）に魏徴らによって『五代史伝』が完成した。しかし、ここには「志」が備わっていなかったため、于志寧・李淳風らによって追加の編纂が進められ、顕慶元年（656年）に完成した。
『隋書』経籍志は四部分類を取り、その構成は以下である。
経もとの六芸略。経書と経書の注釈書などを収める部。易・書・詩・礼・楽・春秋・孝経・論語・讖緯・小学の十類。讖緯の書は『七録』では「術技録」に入れられていた。
史四部分類によって新設された、歴史書を収める部。正史・古史・雑史・覇史・起居注・旧事・職官・儀注・刑法・雑伝・地理・譜系・簿録の十三類。後漢以来の史学の隆盛に伴って独立し、史書・史学が分野として成熟したことを示す。
子もとの諸子略・兵書略・術数略・方技略。諸子百家の書と技術書。道・法・名・墨・縦横・雑・農・小説・兵・天文・暦数・五行・医方の十四類。
集もとの詩賦略。文学作品を収める。楚辞・別集・総集の三類。
付道経・仏経。各類の巻数が記されているだけで、書名は記録されていない。但し、ここに記録される仏典は翻訳されたものに限り、中国人撰述の仏教関連書は四部の中（史部雑伝・子部雑家など）に収録されている。
以上、合計89666巻の書物が記録されている。『隋書』経籍志は、完全な形で現存する第二の目録であると同時に、漢代以来の学術の流れを総括したものであり、その資料的価値は高い。その分類法は、阮孝緒『七録』を継承したところが多い。
『隋書』経籍志は、『漢書』芸文志に次ぐ分類の基準を定め、以後の『旧唐書』『新唐書』などの正史の目録はこれに依拠しながら分類法を定めた。また、日本の藤原佐世の『日本国見在書目録』も、『隋書』経籍志の分類法を取り込んだものである。以後、『四庫全書総目提要』に至るまで、『隋書』経籍志の定めた基準が細かな改良を加えられながらも用いられ続けた。
漢から隋唐にかけての書籍の流伝を知る上では、経書に関しては陸徳明の『経典釈文』序録、歴史書に関しては劉知幾の『史通』六家篇も有力な資料となる。

#### 『旧唐書』経籍志と『新唐書』芸文志
『旧唐書』は後晋の頃に作られ、経籍志はその一部である。この目録はもともと開元年間（713年 - 741年）に毋煚が作った『古今目録』を抜粋したものであり、唐代初期の書物しか載せていない。全体の分類としては、概ね『隋書』経籍志を踏襲している。また、各部門の総論、各子目の総説はなく、全体の総論があるだけである。内藤湖南は、これを目録の「退歩」であると表現している。
『新唐書』は北宋の頃に作られ、芸文志はその一部で、同じく四部分類である。各分類の中に「著録」と「不著録」の二種があり、前者は『古今目録』（また『旧唐書』経籍志）にやや手を加えたもの、後者は『古今目録』後にできた新たな唐代の書物を追加したものである。総序は更に粗略になり、『旧唐書』経籍志までは、ある場所に現存していた書籍に対して作られた目録であるが、『新唐書』芸文志に至ると、編纂者が実見した書籍に対する目録なのかどうか判然としないものになった。
『旧唐書』経籍志と『新唐書』芸文志においては、仏典は子部の道家類の中に収められているが、これは仏教より道教を優先した唐代の政治的背景を反映したものである。道家類の中に仏典を収めるのは評判が悪く、次の『崇文総目』では「釈家」（仏教）として独立した分類が立てられた。これ以後、道教経典・仏典は子部の中に分類される形が採られるようになる。

### 宋代
北宋の宮廷図書館の書目としては、『史館新定書目』『館閣図録目録』などのほか、『崇文総目』が作られた。北宋の文人である欧陽修は、『新唐書』の編纂者であると同時に、『崇文総目』の序録の執筆者でもある。この序録には、学問の変遷が整った体裁で記されており、後世の評価は高い。また、もとは一部一部の本に解題が附されていたらしい。南宋の宮廷蔵書目録には『中興館閣書目』がある。
また、宋代に入って木版印刷が盛んになるにつれて、徐々に書物の量が増え、個人の蔵書家が民間の図書目録を制作するようになった。個人の蔵書家による目録として著名なものに、南宋の尤袤『遂初堂書目』、晁公武『郡斎読書志』、陳振孫『直斎書録解題』の三書が挙げられる。
『遂初堂書目』は書名と巻数だけを挙げた書目である。書物解題を備える最初の民間図書目録が『郡斎読書志』で、晁公武は手に入れた本を校勘しながら読み通し、それらの書物の要綱を書いた。これは、ある個人が実際に入手した本をもとに自ら書き記した記録であり、記事の信頼性はかなり高い。また、『直斎書録解題』にはそれぞれの書物の入手経路などが合わせて書かれている点に特色があり、書物の解説を「解題」と称するのはこの本に始まるとされる。
南宋には、先述した鄭樵のほか、高似孫・王応麟・馬端臨らも新たな目録学の知見を示した。

### 元代・明代
元代になると『宋史』芸文志が作られたが、乱雑であると評価されている。その著録方法は『新唐書』芸文志と同じであり、宋代に作られた四つの目録を一つに合わせた上で、「不著録」として宋代末頃の本を補ったものである。ここに至って、正史の「芸文志」は行き詰まりを見せ、これより後に正史を編纂する時には、芸文志は作らないか、作るからには別の方法を取る、というように変化した。なお、元代の宮廷図書目録は現代には伝わらないが、『秘書監志』によってその蔵書の大略は知ることができる。
明代の蔵書目録が楊士奇『文淵閣書目』である。前代の蔵書目録より全体の数量は遥かに多いが、書名と冊数だけを記録し、巻数は記録せず、撰人の姓名さえ記録しない場合が多い。銭大昕はこれを「官中書庫の帳簿」と称し、余嘉錫は杜撰な編集であるとして批判している。これ以降、明代の官蔵書目は十数種類のものが作られた。
明代を通して目録学は下火であったが、明末になると、焦竑によって『国史経籍志』が作られた。これは四部分類を用いながらも、細かな分類については『通志』の形式を取り入れている。一部独自の分類法を試みたほか、附録として、『漢書』芸文志・『隋書』経籍志・『宋史』芸文志・『崇文總目』・『通志』・『郡斎読書志』などの古来の目録に対して、分類の誤りを正すなどの新たな議論を展開している。各書に対する解題はないが、分類に対する総序はあり、学問の源流を論じるところもある。その一部は『四庫提要』の序論のもととなった。
書籍の流通量の増加に伴って、明末清初の間には蔵書家がますます増え、その目録も数多く作られた。特に黄虞稷『千頃堂書目』は後に『明史』芸文志の基礎となった。他に祁承㸁『澹生堂書目』、銭謙益『絳雲楼書目』、毛晋『汲古閣蔵書目』なども著名である。銭曾の『読書敏求記』は珍しい本を入手した際にそれを記録した目録で、最初の珍本収蔵の解題である。

### 清代
清代の考証学の時代には、正史の芸文志（経籍志）に対する考証・注釈や、『晋書』『元史』など芸文志を欠く正史への「補志」が行われた。

#### 四庫提要
解題を含めた目録の決定版として、乾隆帝の命令で作られた『四庫全書総目提要（四庫提要）』がある。これは、『四庫全書』の編纂が進められる中で、「著録書」（定本が作成され、解題が附された書籍）と「存目書」（解題だけが作られた書籍）の解題（提要）だけを集めて作られた本である。『四庫提要』は、一万種を超える書籍を掲載しながら、分類に対する説明と各書籍に対する説明を両方備えている（余嘉錫の分類でいう第一類）。その解題では、書籍の内容のほか、著者や時代の来歴、刊本・写本といったテキストの問題が論じられている。
『四庫提要』に対する補訂として、余嘉錫の『四庫提要弁証』、胡玉縉の『四庫提要弁証補正』などがある。

### 近現代
清代末期には、四部分類に「叢書部」を初めて加えた張之洞『書目答問』や、四部分類によらず西洋・日本の書物を分類した梁啓超『西学書目表』、康有為『日本書目志』が作られた。
中華民国・中華人民共和国の図書館では一般に、線装本漢籍を四部分類、洋装本をデューイ十進分類法・中文図書分類法・中国図書館分類法などで分類し、目録はカード目録やOPACを適宜併用している。

### 欧米
欧米最初の漢籍目録は、1822年に東洋学者ユリウス・ハインリヒ・クラプロートが作った満語文献なども含む目録とされる。以来、各学者・図書館ごとに、四部分類含む様々な分類法で目録が作られている。
ハーバード燕京研究所図書館では、初代館長の裘開明が、所蔵和漢籍を整理するため四部分類を取り入れたイェンチン分類を考案し、これにより目録が作られた。イェンチン分類は1997年にアメリカ議会図書館分類表に代わるまで使われ、同館以外でも広く使われた。

## 現代の評価
シカゴ大学で漢籍整理を行った銭存訓は、伝統的な四部分類を近代に運用する際には、以下の欠点があると述べた。
- 伝統的な目録学は、枠組みの中心に儒教を据えてきたこと。
- 枠組みが簡単すぎて、詳細を組み込めない構造になっていること。
- 枠組みに柔軟さがないこと。

「枠組みに柔軟さがないこと」については、余嘉錫も古くは存在せず後に生じた分類の書物（琴や囲碁、書画の書や、動植物の書など）は分類の帰属先がなく、雑多に子部に収められたことを指摘している。また、類書や叢書の分類もしばしば問題になる。こういった問題点は確かに存在しているが、中国の歴史上長く用いられてきた四部分類は強い根を張っており、近代になっても分類法を簡単に変更することはできなかった。
また、近代中国の図書館の整備に当たった杜定友は、「図書の分類は学術の分類に基づく」という目録学の理念に対し、必ずしも両者は一致せず、学術史は学術史として別に記述するべきことを述べている。
中国文学研究者の吉川幸次郎は、目録学は必要な技術ではあるが、書目を見ただけで読書した気になることは問題であると述べている。また、同じく中国文学研究者の金文京は、西洋の図書分類はどちらかといえば検索の便宜を主目的として発展し、現代の図書館情報学がその延長線上にあるのに対して、中国の目録学は当初から文化史・学術史的な色彩が濃いことを指摘している。そして、ある書物を研究するに当たっては、その書物の内容・著者・時代背景などを調べると同時に、その書物がその時代の文化体系（またその後の時代の文化体系）の中でどのような位置にあるかを理解する必要があり、目録学はその助けとなるものであるとする。

## 現代の漢籍目録

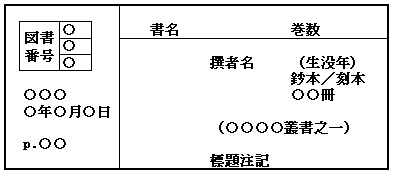
漢籍カード目録の例

ここでは、京都大学人文科学研究所図書館の場合を例として、現在一般的に用いられている漢籍目録の記述内容を説明する。京都大学人文科学研究所図書館では、漢籍を受け入れる際、まずその一冊の本に対するカード目録（各書籍一つ一つに対する目録）を作成する。
カード目録には、書名・撰者・巻数・鈔刻（出版事項）といった情報が記載される。このうち「鈔刻（出版事項）」には、いつ（出版年）、どこの誰が（出版者）、どこで（出版地）、どのような方法で（木版・活字など）出版したのかが記される。こうした記述によって目の前の「書」がどのような「本」なのかを明らかにするのが、カード目録の作成目的である。
こうして一つの書籍に対するカード目録が完成すると、この書が全体の分類の中でどこに位置づけられるか、ということを定める。京都大学人文科学研究所図書館では、伝統的な四部分類に、叢書部を加えた五部の分類によって各書物を分類している。
同館では冊子目録も度々出版している。OPACには未対応の場合が多い。